# Амазар
Амаза́р (рос. Амазар) — селище міського типу у складі Могочинського району Забайкальського краю, Росія. Адміністративний центр Амазарського міського поселення.

## Населення
Населення — 2374 особи (2010; 2641 у 2002).